# Departamentul Canelones
Departamentul Canelones este un departament din Uruguay având o suprafață de 4.536 km² și 518.154 locuitori, fiind situat în sudul Uruguayului. Capitala sa este Canelones.

## Geografie și climat
Departamentele învecinate sunt Maldonado și Lavalleja la est, Florida la nord, San José la vest și Montevideo la sud. O parte a graniței de sud este formată de Río de la Plata. Este al doilea cel mai mic departament al țării după Montevideo, dar al doilea ca mărime din punct de vedere al populației.
Situat în zona cu multă umiditate, temperatura medie este scăzută în comparație cu cea din restul țării (în jur de 15° C), la fel și nivelurile de precipitații (până la 2.000 mm anual, în medie).
Pe zone, departamentul Canelones este al doilea cel mai mic din cele 19 departamente ale Uruguayului.

### Regiuni
În ciuda faptului că este un departament mic, Canelones are o populație de peste 500.000 de locuitori și una dintre cele mai mari densități din țară, cu 114 locuitori pe kilometru pătrat.
Departamentul este împărțit în aprox. 20 de secțiuni. În cadrul acestora, există centre semnificative de populație, unele dintre ele având statutul de municipalitate, altele fac parte din orașele recent formate prin decret și, de asemenea, există și cele care nu au suficienți locuitori și, prin urmare, sunt considerate adesea simple entități de populație fără primar sau guvern, rămânând sub jurisdicția directă a municipalității Canelones, care are sediul în capitala departamentală, Canelones.
1. ↑  Archivo Artigas[*], p. 190-191 Verificați valoarea |titlelink= (ajutor);